# Simone Giacchetta
Simone Giacchetta (* 28. Juli 1969 in Ancona) ist ein ehemaliger italienischer Fußballspieler und heutiger Sportdirektor.

## Spielerkarriere
Simone Giacchetta begann seine Karriere bei Civitanovese Calcio im Alter von 17 Jahren. Von 1986 bis 1988 spielte er mit diesem Verein in der Serie C2, der vierthöchsten Liga im italienischen Fußball. Nach einem Einsatz in seiner ersten Saison entwickelte er sich bereits im zweiten Jahr zum Stammspieler und absolvierte 32 Spiele. Daraufhin wurde er vom Erstligisten SSC Neapel verpflichtet, der Ende der 80er Jahre seine bisher größten Erfolge erreichte. Im damaligen Kader befand sich unter anderem der Weltstar Diego Maradona. Auch auf der Verteidigerposition gab es für den jungen Giacchetta mit Spielern wie Giancarlo Corradini oder Ciro Ferrara große Konkurrenz, gegen die er sich nicht durchsetzen konnte. Am Ende der Saison gewann seine Mannschaft im Finale gegen den VfB Stuttgart den UEFA-Pokal. Um wieder mehr Einsatzzeiten zu bekommen, wechselte Simone Giacchetta 1989 zum Drittligisten Taranto Calcio. Mit jenem Verein schaffte er prompt den Aufstieg in die Serie B.
Im Jahr 1991 wechselte der Abwehrspieler wieder zurück in die dritte Liga und unterschrieb bei Reggina Calcio. In den folgenden neun Jahren schaffte er als angestammter Innenverteidiger mit seinem Verein sowohl den Aufstieg in die Serie B als auch im Jahr 1999 den Aufstieg in die Serie A. In der Saison 1999/2000 erreichte Reggina als Liganeuling den 12. Tabellenplatz. Nach dieser Saison ging Giacchetta zum Zweitligisten CFC Genua, wo er bis 2003 spielte. Danach kehrte er zu Reggina Calcio zurück und bestritt in der Serie A 2003/04 nochmals acht Spiele. Beim Zweitligisten AC Turin hatte Simone Giacchetta die letzte Anstellung in seiner aktiven Laufbahn.

## Karriere als Funktionär
Nach seiner Fußballerkarriere erhielt der frühere Abwehrspieler bei seinem langjährigen Verein Reggina Calcio zunächst den Posten des Nachwuchskoordinators, ehe er 2010 zum Sportdirektor wurde.

## Erfolge
- UEFA-Pokal-Sieger: 1988/89